# Wilhelm Zilliacus (läkare)
Henrik Johan Wilhelm Zilliacus, född 18 juni 1857 i Helsingfors, död där 10 juli 1919, var en finländsk läkare. Han var son till Wilhelm Zilliacus, bror till Konni Zilliacus och kusin till Emil Zilliacus. 
Zilliacus blev medicine och kirurgie doktor samt docent i öron-, näs- och strupsjukdomar vid Helsingfors universitet 1907. Han var en banbrytare, både praktiskt och teoretiskt, på sitt område inom medicinen i Finland. Han bedrev en omfattande privatpraktik och tillhörde grundarna av Eira sjukhus samt var dess föreståndare till 1917. Under ofärdsåren kring sekelskiftet 1900 var han en av det passiva motståndets ledande gestalter och handhade de finansiella ärendena i Kagalens styrelse. Senare gav han även jägarrörelsen sitt aktiva stöd.